# Rothschildia paulista
Rothschildia paulista är en fjärilsart som beskrevs av Vogeler 1933. Rothschildia paulista ingår i släktet Rothschildia och familjen påfågelsspinnare. Inga underarter finns listade.